# ウィリアム・モリニュー (第7代モリニュー子爵)
第7代モリニュー子爵ウィリアム・モリニュー（英語: William Molyneux, 7th Viscount Molyneux、1685年1月30日 – 1759年3月30日）は、アイルランド貴族。

## 生涯
第4代モリニュー子爵ウィリアム・モリニューとブリジット・ルーシー（Bridget Lucy、1655年頃 – 1713年4月23日、ロバート・ルーシーの娘）の三男として、1685年1月30日に生まれた。
1704年にイエズス会に入り、1745年11月11日に兄ケアリルが死去するとモリニュー子爵の爵位を継承するが、すでに60歳と当時にしては老齢で「結婚する意志がないため」兄の遺産を弟トマスに譲った（ただし、トマスは1756年12月3日にウィリアムに先立って死去した）。
1759年3月30日に生涯未婚のまま死去、4月2日にセフトンで埋葬された。弟トマスの息子チャールズ・ウィリアムが爵位を継承した。